# Luis Paradela
Luis Javier Paradela Díaz , (Calimete, Matanzas, Cuba, 21 de enero de 1997) es un futbolista cubano que juega como extremo izquierdo en el U Craiova 1948 Club Sportiv de la Liga I.

## Trayectoria

### Inicios
Luis Paradela es originario de Jesús Rabí en Calimete, Matanzas; empezó su carrera como beisbolista representando a su localidad en torneos juveniles y donde se desempeñaba como segunda base, posición en la que tenía un futuro brillante. Fue antes de cumplir los once años que su pasión por el deporte cambió drásticamente; tras obtener una medalla de bronce a los nueve años, entró con confianza para tener protagonismo en la siguiente temporada, pero quedó fuera del equipo ya que el entrenador eligió a otro jugador por encima de él, lo que provocó que Paradela dejara de practicar al béisbol. Tuvo su pasión por el fútbol al ser fanático de la selección de Italia que ganó el Mundial de 2006, teniendo a figuras como Fabio Cannavaro, Francesco Totti y Alessandro Del Piero como inspiración. Primero jugó como mediocentro, fue hasta que disputó un torneo internacional de clubes, «Mundialito Ricardo Godoy» en Portugal, con la Sub-12 de la asociación cubana que cambió su posición a delantero, donde en dicha competencia concretó diez goles en ocho compromisos. Destacó por su tenacidad, potencia y versatilidad al ocupar otros roles como de volante lateral. A los dieciocho años debutó con el primer equipo de Matanzas en la temporada 2015-16 de la segunda categoría del fútbol cubano, después recaló por una temporada en los clubes del Guantánamo —debiendo abandonar el torneo con el club producto de una severa lesión—, Isla de La Juventud y Pinar del Río, entre 2017 y 2018 en la máxima división.

### Universidad de San Carlos C. F.
El 13 de enero de 2019, se dio el fichaje de Paradela —junto al también cubano Yosel Piedra— a la Universidad de San Carlos de la segunda categoría de Guatemala, firmando el contrato por un año. Hizo su debut en el Torneo de Clausura en una derrota por 2-1 en casa contra el Sansare el 20 de enero. Marcó su primer gol en la victoria por 4-1 sobre el Deportivo Achuapa el 26 de enero; en ese mismo juego se despachó con un doblete que incluyó un tiro libre directo espectacular. Cuatro días después, en el clásico contra Aurora, marcó otro doblete en condición de visitante para sellar el 2-2 definitivo. Con seis goles y dos asistencias en doce presentaciones, su equipo no pudo evitar el descenso a la tercera división. El club se vio obligado a buscarle una salida tras confirmarse el relevo de su plaza, ya que las normas para esa categoría inferior dictaban que no se podía contar con futbolistas extranjeros y por ello decidó acordar una cesión o un traspaso si se daban buenas condiciones.

### Reno 1868 F. C.
El 28 de agosto de 2019, se anunció el préstamo de Paradela al Reno 1868 de la USL Championship de Estados Unidos, club filial del San Jose Earthquakes. Con esto se convirtió en el primer futbolista cubano en fichar para un equipo estadounidense sin ser considerado «desertor» por las autoridades del fútbol cubano, por lo que continuó con la posibilidad de representar activamente al país en cualquiera de sus equipos nacionales. Además fue el primer deportista en conseguir la visa de categoría P-1A para competir en el fútbol estadounidense. Su debut se produjo el 7 de septiembre en el Greater Nevada Field contra el Fresno, entrando de cambio al minuto 73' por Corey Hertzog y donde se dio la derrota por 2-3. Para las últimas fechas del torneo de liga, Paradela continuó con su rol de relevo y alcanzó 123 minutos de participación en cinco compromisos disputados.

### Jocoro F. C.
El 28 de enero de 2020, se oficializó su llegada al Jocoro de la Primera División de El Salvador, y se convirtió en el tercer cubano en jugar para esta liga en la historia moderna, por detrás de Julio César Maya y Yaikel Pérez. Se estrenó en el Torneo de Clausura el 5 de febrero, en la igualdad a dos tantos frente al Independiente. El 16 de febrero convirtió su primer gol que ponía la ventaja transitoria de 0-1 sobre el FAS. En este mismo duelo también salió expulsado al minuto 72' luego de que el rival diera vuelta el marcador por 2-1. Alcanzó un total de seis compromisos jugados antes de que el torneo se suspendiera por la expansión del Covid 19.

### A. D. Chalatenango
El 3 de mayo de 2020, Paradela se unió al Chalatenango para disputar el Torneo de Apertura del fútbol salvadoreño. En dicha competencia, se hizo con un puesto en la titularidad y se convirtió en uno de los principales referentes ofensivos. A pesar de solo sumar un gol, pudo tener la regularidad de catorce encuentros disputados de dieciséis disponibles para su equipo.

### Santos de Guápiles
El 6 de enero de 2021, el Santos de Guápiles de Costa Rica presentó oficialmente a Paradela como su nuevo refuerzo. Debutó como santista el 14 de enero por la primera fecha del Torneo de Clausura, en la visita frente al Cartaginés. Paradela ingresó de cambio al minuto 61' por Javon East cuando su equipo perdía por 1-0. El 13 de febrero consiguió su primer gol sobre el Herediano, tras un pase de Javon East por la banda izquierda donde remató al segundo palo al minuto 37'. En esta competencia alcanzó dieciséis partidos jugados, marcó tres goles y dio dos asistencias. Su club pudo avanzar a las semifinales en el segundo lugar de la tabla, pero cayó en esta serie precisamente ante el Herediano.
Arrancó la nueva temporada haciendo su debut en el Torneo de Apertura 2021, el 27 de julio en la derrota 3-0 frente al Deportivo Saprissa. Paradela salió expulsado en este compromiso al minuto 61' por doble acumulación de tarjetas amarillas. Tuvo la suspensión de un partido y además abonó la multa de setenta y cinco mil colones. El 5 de agosto se estrenó por competencia internacional de la Liga Concacaf, como titular por 83 minutos de la victoria a domicilio por 0-1 sobre el Verdes de Belice. El 18 de agosto marcó su primer tanto que abrió la cuenta de anotaciones del triunfo por goleada de 5-1, en la vuelta de esta serie. En la competencia nacional, su equipo volvió a alcanzar las semifinales donde fueron derrotados por Alajuelense. Luis obtuvo veintidós apariciones, hizo siete goles y puso dos asistencias.
Su regularidad que venía presentando en el Santos se vio opacada en el Torneo de Clausura 2022, cuando el 9 de febrero se informó que no tenía permiso de trabajo según la Dirección General de Migración y Extranjería. Esta situación le impidió jugar en todas las competencias por un plazo que se extendió por dos meses y hasta el 22 de abril recibió su debida habilitación. Paradela apenas pudo gozar de ocho participaciones con un gol anotado. Una vez concluido el certamen con los santistas, surgió el interés de clubes como Alajuelense —que al final retiró su atención por pagar la cláusula de salida—, Cartaginés y Saprissa, estos dos dispuestos a ofertar por hacerse con los servicios del jugador. El 27 de junio se anunció su salida del Santos.

### Deportivo Saprissa
El 1 de junio de 2022, según el presidente del club santista Rafael Arias, confirmó un acuerdo inicial de transferencia por el jugador al Deportivo Saprissa, recibiendo una parte de una posible venta a futuro y en el que estaría a la espera de la firma con los morados por tres años a partir de julio. El 8 de junio se formalizó su firma entre las partes involucradas según lo expresado por el jerarca santista. Finalmente, el equipo oficializó el fichaje el 27 de junio y estampó la firma hasta mayo de 2025. De esta manera se convirtió en el primer cubano en jugar para el equipo morado.

## Selección nacional

### Categorías inferiores
Jugó con la selección Sub-20 de Cuba la fase previa al Campeonato de la Concacaf, anotando un gol el 17 de junio de 2016 en la victoria 2-1 sobre Puerto Rico. Su combinado no pudo lograr el boleto a la competencia del área.

### Selección absoluta
Paradela hizo su debut internacional con la selección de Cuba el 26 de agosto de 2018, en un amistoso celebrado en Bridgetown que terminó empatado sin goles contra Barbados. Luis reemplazó a Reynaldo Pérez en los últimos veintiséis minutos de juego.
El 8 de septiembre de 2018 se destapó con un triplete en su debut por competencia oficial de la Clasificación para la Liga de Naciones, en la victoria contundente por 11-0 sobre Islas Turcas y Caicos. Fue determinante en su selección para lograr el pase a la competencia continental y además marcó en total cinco goles en cuatro compromisos. Paradela fue incluido en el once ideal de esta clasificatoria.
El delantero fue incluido en la convocatoria de la selección cubana que disputó la Copa de Oro 2019, pero no pudo anotar ningún gol en los tres partidos que disputó Cuba antes de caer eliminada en la fase de grupos.
Jugó dos de cuatro partidos de su selección en la Liga de Naciones de la Concacaf, en los enfrentamientos de la fase de grupos que terminaron en derrotas contra Estados Unidos.
Paradela fue miembro del escuadrón para la primera ronda de la eliminatoria al Mundial 2022. Alcanzó la titularidad en los cuatro compromisos del grupo y anotó un gol en la victoria 5-0 ante Islas Vírgenes Británicas. Su selección, tras quedar en el tercer puesto, perdió la posibilidad de seguir avanzando en la competencia.
El 31 de mayo de 2022, se anunció su convocatoria para enfrentar la liga B de la Liga de Naciones. Debutó como titular en la totalidad de los minutos en la derrota 2-1 de visita contra Guadalupe. El 5 de junio convirtió su primer gol, de penal para la victoria 3-0 sobre Barbados. Cuatro días después anotó nuevamente para guiar a su combinado a ganar el duelo frente a Antigua y Barbuda (0-2).

#### Participaciones internacionales
| Competición                     | Sede                                  | Resultado    | Partidos | Goles |
| ------------------------------- | ------------------------------------- | ------------ | -------- | ----- |
| Copa de Oro de la Concacaf 2019 | Costa Rica · Estados Unidos · Jamaica | Primera fase | 3        | 0     |
| Liga de Naciones 2019-20        | Países de Concacaf                    | Primera fase | 2        | 0     |
| Liga de Naciones 2022-23        | Países de Concacaf                    | En juego     | 4        | 2     |

#### Participaciones en clasificatorias
| Clasificatoria                          | Sede              | Resultado   | Partidos | Goles |
| --------------------------------------- | ----------------- | ----------- | -------- | ----- |
| Clasificatoria Liga de Naciones 2019-20 | Países del Caribe | Clasificado | 4        | 5     |
| Clasificatoria Mundial 2022             | Catar             | Eliminado   | 4        | 1     |

## Estadísticas

### Clubes
Actualizado al último partido jugado el 7 de mayo de 2022.
| F. C. Matanzas · Cuba |               |               |     |    |   |    |     |    |
| 2.ª | 2015-16       | ?             | 0   | —  | — | ?  | 0   |    |
| 2.ª | 2016-17       | ?             | 0   | —  | — | ?  | 0   |    |
| Total club | Total club    | ?             | 0   | —  | — | ?  | 0   |    |
| F. C. Guantánamo · Cuba |               |               |     |    |   |    |     |    |
| 1.ª | 2017          | 12            | 1   | —  | — | 12 | 1   |    |
| Total club | Total club    | 12            | 1   | —  | — | 12 | 1   |    |
| F. C. Isla de La Juventud · Cuba |               |               |     |    |   |    |     |    |
| 1.ª | 2018          | 6             | 0   | —  | — | 6  | 0   |    |
| Total club | Total club    | 6             | 0   | —  | — | 6  | 0   |    |
| F. C. Pinar del Río · Cuba |               |               |     |    |   |    |     |    |
| 1.ª | 2018          | ?             | 4   | —  | — | ?  | 4   |    |
| Total club | Total club    | ?             | 4   | —  | — | ?  | 4   |    |
| Univ. de San Carlos C. F. · Guatemala                                                                                               |               |               |     |    |   |    |     |    |
| 2.ª | 2018-19       | 12            | 6   | —  | — | 12 | 6   |    |
| Total club | Total club    | 12            | 6   | —  | — | 12 | 6   |    |
| Reno 1868 F. C. Estados Unidos |               |               |     |    |   |    |     |    |
| 2.ª | 2019          | 5             | 0   | —  | — | 5  | 0   |    |
| Total club | Total club    | 5             | 0   | —  | — | 5  | 0   |    |
| Jocoro F. C. · El Salvador |               |               |     |    |   |    |     |    |
| 1.ª | 2019-20       | 6             | 1   | —  | — | 6  | 1   |    |
| Total club | Total club    | 6             | 1   | —  | — | 6  | 1   |    |
| A. D. Chalatenango · El Salvador |               |               |     |    |   |    |     |    |
| 1.ª | 2020-21       | 14            | 1   | —  | — | 14 | 1   |    |
| Total club | Total club    | 14            | 1   | —  | — | 14 | 1   |    |
| Santos de Guápiles · Costa Rica |               |               |     |    |   |    |     |    |
| 1.ª | 2020-21       | 16            | 3   | —  | — | 16 | 3   |    |
| 1.ª | 2021-22       | 30            | 8   | 6  | 1 | 36 | 9   |    |
| Total club | Total club    | 46            | 11  | 6  | 1 | 52 | 12  |    |
| Deportivo Saprissa · Costa Rica |               |               |     |    |   |    |     |    |
| 1.ª | 2022-23       | 0             | 0   | 0  | 0 | 0  | 0   |    |
| Total club | Total club    | 0             | 0   | 0  | 0 | 0  | 0   |    |
| Total carrera | Total carrera | Total carrera | 101 | 24 | 6 | 1  | 107 | 25 |
| (1) Incluye datos de la Liga Concacaf (2021) / Liga de Campeones de la Concacaf (2022). (2) No incluye goles en partidos amistosos. |               |               |     |    |   |    |     |    |

### Selección
Actualizado al último partido jugado el 12 de junio de 2022.
| Cuba |                 |   |   |   |   |   |   |    |   |
| 2018 | —               | — | 3 | 4 | 2 | 0 | 5 | 4  |   |
| 2019 | 5               | 0 | 1 | 1 | 2 | 0 | 8 | 1  |   |
| 2021 | —               | — | 4 | 1 | 2 | 0 | 6 | 1  |   |
| 2022 | 4               | 2 | — | — | 2 | 0 | 6 | 2  |   |
| Total selección | Total selección | 9 | 2 | 8 | 6 | 8 | 0 | 25 | 8 |
| (1) Incluye datos de la Copa de Oro de la Concacaf (2019) / Liga de Naciones de la Concacaf (2019-22). (2) Incluye datos de la Clasificación para la Liga de Naciones (2018-19) / Eliminatoria de Concacaf a la Copa Mundial (2021). |                 |   |   |   |   |   |   |    |   |

#### Goles internacionales
| # | Fecha                   | Lugar                                           | Rival                     | Gol | Resultado | Competición                                |
| - | ----------------------- | ----------------------------------------------- | ------------------------- | --- | --------- | ------------------------------------------ |
| 1 | 8 de septiembre de 2018 | Estadio Pedro Marrero, La Habana, Cuba          | Islas Turcas y Caicos     | 1-0 | 11-0      | Eliminatoria a la Liga de Naciones 2019-20 |
| 2 | 8 de septiembre de 2018 | Estadio Pedro Marrero, La Habana, Cuba          | Islas Turcas y Caicos     | 4-0 | 11-0      | Eliminatoria a la Liga de Naciones 2019-20 |
| 3 | 8 de septiembre de 2018 | Estadio Pedro Marrero, La Habana, Cuba          | Islas Turcas y Caicos     | 6-0 | 11-0      | Eliminatoria a la Liga de Naciones 2019-20 |
| 4 | 12 de octubre de 2018   | Estadio Kirani James, Saint George, Granada     | Granada                   | 0-1 | 0-2       | Eliminatoria a la Liga de Naciones 2019-20 |
| 5 | 24 de marzo de 2019     | Estadio Sylvio Cator, Puerto Príncipe, Haití    | Haití                     | 1-1 | 2-1       | Eliminatoria a la Liga de Naciones 2019-20 |
| 6 | 2 de junio de 2021      | Estadio Guamuch Flores, Guatemala, Guatemala    | Islas Vírgenes Británicas | 1-0 | 5-0       | Eliminatoria al Mundial 2022               |
| 7 | 5 de junio de 2022      | Estadio Antonio Maceo, Santiago de Cuba, Cuba   | Barbados                  | 3-0 | 3-0       | Liga de Naciones 2022-23                   |
| 8 | 9 de junio de 2022      | Warner Park, Basseterre, San Cristóbal y Nieves | Antigua y Barbuda         | 0-1 | 0-2       | Liga de Naciones 2022-23                   |

## Palmarés

### Títulos nacionales
| Título                         | Club               | País       | Año  |
| ------------------------------ | ------------------ | ---------- | ---- |
| Primera División de Costa Rica | Deportivo Saprissa | Costa Rica | 2022 |
| Primera División de Costa Rica | Deportivo Saprissa | Costa Rica | 2023 |
| Supercopa de Costa Rica        | Deportivo Saprissa | Costa Rica | 2023 |
| Recopa de Costa Rica           | Deportivo Saprissa | Costa Rica | 2023 |
| Primera División de Costa Rica | Deportivo Saprissa | Costa Rica | 2023 |
| Primera División de Costa Rica | Deportivo Saprissa | Costa Rica | 2024 |

### Distinciones individuales
| Distinción                                                                             | Año  |
| -------------------------------------------------------------------------------------- | ---- |
| Mejor jugador extranjero de la Primera División de Costa Rica del Torneo Apertura 2021 | 2022 |
| Mejor jugador extranjero de la Primera División de Costa Rica del Torneo Clausura 2024 | 2024 |
| Mejor jugador de la Primera División de Costa Rica del Torneo Clausura 2024            | 2024 |